# 飯塚幸子
飯塚 幸子（いいづか さちこ、1969年 - ）は、日本の実業家、公認会計士。株式会社ラウレア代表取締役社長、幸楽苑ホールディングス社外監査役、株式会社BeeX社外監査役、ネットワンシステムズ株式会社社外監査役。

## 人物・経歴
1969年、神奈川県横浜市生まれ。
立教大学理学部化学科卒業。大学卒業後、大手化学メーカーに就職するが、公認会計士を目指し、1994年、公認会計士試験第２次試験合格。その後、大手監査法人にて監査業務に従事するかたわら、大原簿記学校にて簿記講師として勤務し、連結会計に関して多くの講座を受け持った。
その後、 コンサルティングファームでの勤務を経て、連結会計システム会社に転職し、上場会社の連結会計システム導入や保守メンテに加えて、決算アウトソーシング業務や教育活動に従事。
2000年、初期メンバーとして連結決算システムを扱う株式会社ディーバに入社。2012年3月、株式会社ラウレアを設立し、代表取締役へ就任。独立系連結決算支援業務を行うコンサルタントとして、上場会社の連結決算支援や連結決算業務の改善などに従事する。
連結会計セミナーも多く開催し、ビジネスパーソンから支持を得て、「連結の女王」とも呼ばれている。

## 主な著作
- 『連結会計の基本と実務がわかる本』中央経済社 2014/03/28
- 『初めて学ぶ連結会計の基礎版』税務研究会出版局 2015/03/20
- 『連結決算の業務マニュアル』中央経済社 2015/07/28
- 『初連結管理会計の導入マニュアル』中央経済社 2019/01/21
- 『初めて学ぶ連結会計の基礎 第２版』税務研究会出版局 2019/05/28
- 『連結キャッシュ・フロー計算書の作成マニュアル』中央経済社 2022/10/14